# 小関教政
小関 教政（おぜき のりまさ、1871年12月4日（明治4年10月22日）- 1936年（昭和11年）3月23日）は、日本の剣道家。流派は心形刀流、一刀正伝無刀流。称号は大日本武徳会剣道範士。

## 経歴
旧亀岡藩藩士小関教道の二男として生まれる。1876年（明治9年）、京都府知事槇村正直は府令をもって「撃剣の稽古をなす者は国事犯嫌疑者として監禁する」とした。教道はこれに逆らったため、 二条城内に半年余監禁された。釈放後、6歳の教政に剣術の稽古をつけ始める。
1881年（明治14年）、北垣国道が京都府知事に就任するや剣術を奨励し、同年椹木町に「体育場」と称する大道場が設立される。教政は体育場や警察署で稽古を積んだ。
1891年（明治24年）、剣術家でもある新潟県知事籠手田安定が小関父子を新潟に招く。教政は籠手田に師事し、心形刀流と無刀流の免許皆伝を得る。以後、籠手田の庇護を受ける。
1896年（明治29年）、籠手田の主催した撃剣大会で高山峰三郎と奥村左近太に勝ち、高く評価される。1897年（明治30年）、籠手田の三女崇子と結婚（籠手田の死後、離婚する）。
1899年（明治32年）2月、高山峰三郎が死去。3月、籠手田が死去。9月、教政は大日本武徳会本部教授に任命される。高山との試合について、「大日本武徳会本部教授拝命し今日の地位を得し基因とも云ふ可き大切の試合なりし」と手記で述懐した。
その後、内外各地の剣道師範を歴任。再婚し男子をもうけた。
1911年（明治44年）、大日本帝国剣道形制定の委員を務める。1924年（大正13年）、剣道範士に昇進。
1929年（昭和4年）、御大礼記念天覧武道大会に指定選士として出場。予選リーグで大麻勇次、伊藤精司、早坂広道と戦い、伊藤には勝ったが、1勝2敗でリーグ敗退した。
1933年（昭和8年）、武徳祭大演武会で小川金之助と対戦。1934年（昭和9年）、武徳祭大演武会で斎村五郎と対戦。大会終了後に軽い脳溢血で倒れ、剣道界を引退する。大阪市住吉区で余生を送った。1936年（昭和11年）、死去。
一子隆正は武道専門学校在学中に学徒出陣して戦死した。